# Знищення (роман)
«Знищення» (англ. Annihilation) — науково-фантастичний роман американського письменника Джеффа Вандермеєра, опублікований у 2014 році.
Чотири жінки висуваються на самовбивчу місію вглиб Нуль-зони — місця, де люди стають інструментами незрозумілої сили, яка їх фізично змінює і створює їхні дублікати.
Роман «Знищення» отримав премію «Неб'юла» за найкращий роман і премію Ширлі Джексон у категорії найкращий фантастичний роман 2015.

## Сюжет
На великій, але чітко окресленій території десь на узбережжі Флориди 30 років тому утворилася Нуль-зона, в якій відбуваються незбагненні події. Дванадцята послана туди експедиція складається виключно з жінок. Їх четверо, названих за своїми спеціалізаціями: біолог, антрополог, психолог і топограф. Пройшовши військову підготовку, вони перетинають кордон Нуль-зони. Їхня експедиція триватиме місяцями, в учасниць є припасів на пів року, частина з яких залишена в безпечному таборі. Учасницям видано індикатори, що сигналізують про невідомої природи небезпеку. Сюжет подається через польовий щоденник біолога, офіційна мета якої — дослідити морські організми, котрі в умовах Нуль-зони швидко пристосувалися до прісної води. Її чоловік входив до попередньої експедиції, учасники якої несподівано з'явилися вдома, не маючи пам'яті, а потім померли від раку.
Експедиція виявляє непозначену на карті споруду з черепашника, яку біолог називає «Вежею» (висота лише 20 см). Увійшовши, вони виявляють здавалося б, нескінченний напис, утворений люмінісцентним грибком. Біолог розглядає напис і випадково вдихає спори грибка. Вона повертається на поверхню й помічає, як психолог, лідерка команди, гіпнотизує інших жінок словами, роблячи їх більш слухняними та спокійними. Біолог приховує це та повертається з експедицією до базового табору. Там, як і щоночі, біолог чує стогони в Нуль-зоні невідомого походження.
Наступного дня антрополог зникає, а психолог пояснює це її відмовою від місії. Троє інших жінок повертаються до Вежі, одягнувши маски для захисту від спор, коли біолог розповіла про їхній вплив. Психолог охороняє вхід, поки топограф і біолог спускаються сходами під землю. Біолог, як і напередодні, тимчасово бачить Вежу складеною з плоті. Дослідниці знаходять спотворений труп антрополога, та коли повертаються, щоб звинуватити психолога, виявляють, що вона теж зникла. Все виглядає так, ніби антрополог продовжувала напис у Вежі, проте, фотографії напису виявляються поганої якості. Біолог помічає світло в покинутому маяку та йде оглянути його, поки геодезист залишається охороняти табір. Під дією спор чуття біолога загострюються.
Дорогою до маяка біолог збирає зразки трупів тварин і дивного моху, що утворює плями в формі людини. Вона також бачить дельфінів з людськими очима. Усередині маяка біолог виявляє численні плями крові та сотні записів попередніх експедицій, які свідчать, що їх було набагато більше, ніж 11. Деякі щоденники описують битви проти загадкового Збирача та незбагненні й жахливі події, тоді як інші цілком буденні. Біолог бере стару фотографію доглядача маяка та щоденник свого покійного чоловіка, який входив до 11-ї експедиції. Вона раптом знаходить психолога, яка стрибнула з верхівки маяка та розбилася. Психолог вигукує «знищення!» та пояснює, що бачила біолога як сяйво; а потім натякає, що спогади біолога про життя до експедиції фальшиві. Перед смертю психолог розповідає, що межі Нуль-зони повільно розширюються з кожним роком. Повертаючись до табору, біолог відчуває наближення істоти Спостерігача та ледве тікає від нього. Біолог знаходить скинуту після линьки шкіру істоти та впізнає в ній психолога 11-ї експедиції. Провівши ніч на дереві, жінка бачить, що її шкіра почала сяяти. Тополог стріляє в біолога, злякавшись її вигляду, та ранить у плече та бік. Біолог застрелює геодезиста, користуючись своїми пришвидшеними рефлексами. Її власні рани швидко загоюються, але настає серія галюцинацій.
Одужавши, біолог повертається до табору, але застає його майже знищеним. Вона досліджує під мікроскопом зібрані зразки рослин і тварин, і виявляє, що вони містять людські клітини. Читаючи щоденник свого чоловіка, вона дізнається як 11-та експедиція не змогла виявити край Нуль-зони та повернулася до маяка, де решта експедиції загинула до того часу. Але учасники експедиції побачили як їхні двійники та двійники загиблих ішли до Вежі. Це змусило учасників прийняти рішення про відмову від дослідницької місії.
Біолог повертається до Вежі, де зустрічає мінливого Збирача, що паралізує жінку світлом і шумом. Істота скидає біолога донизу сходами, на дні містяться білі двері, які віддаляються, скільки б біолог до них не йшла (таке ж видіння було в неї на початку експедиції). Вона повертається нагору і на її подив істота не шкодить їй. Озирнувшись, біолог бачить у істоти обличчя доглядача маяка з фотографії. Вона тікає з Вежі й міркує про Нуль-зону як дещо, чия мета «поглинати та наслідувати». Біолог не певна чи її припущення про природу Нуль-зони правдиві. Проте, жінка вирішує залишитися в Нуль-зоні та піти вздовж берега з метою розшукати край зони, як намагався зробити її чоловік.

## Екранізація
У 2018 році відбулася прем'єра фільму «Анігіляція» з Наталі Портман в головній ролі. Фільм отримав гарні відгуки від кінокритиків.

## Відгуки
Відгуки переважно позитивні, причому поєднання різних жанрів, таких як наукова фантастика, фентезі або трилер жахів, зокрема, неодноразово висвітлювалося в позитивному сенсі. Деякі критики охарактеризували «Знищення» як сюрреалістичний твір.
Роман отримав премію «Неб'юла» за найкращий роман 2015 року та премію Ширлі Джексон за найкращий роман 2014 року.
Саймон Інгз у «The Guardian» підкреслив, що головна героїня до самого фіналу лишається науковицею. Її мета — дослідити зону, об'єктивно описати її настільки, наскільки це під силу, не намагаючись з'ясовувати як вона виникла і навіщо робить те чи інше. Розуміючи, що вся її картина світу може виявитися марною в Нуль-зоні, героїня попри те лишається у своїй ролі біолога, навіть змінившись анатомічно.
Згідно з «WeirdFictionReview», роман розповідає про відокремлення людини від природи і повернення до неї. Що більше дослідники дізнаються про світ, то дивнішим і складнішим він здається. Але «ненормальна» тут радше сама людина своїм незнанням і ставленням до світу як до чогось принципово відмінного від себе. Можливо, «дивність» природи слід сприймати як норму, і це стане запорукою успішного життя в ній.
Том Леклер у «The New York Times» описав книгу як твір інтригуючий, але не вражаючий, і якому бракує мотивації для головної героїні. Подробиці з минулого біолога вказують, що вона була самотньою людиною, яка радше спостерігала за водоймою, ніж брала участь у своєму шлюбі.
Сара Скларов, пишучи для «The Washington Post», зазначила, що «Знищення» частково нагадує старовинний готичний роман жахів, і хибність сприйняття є однією з центральних тем книги. «Монстр», якого героїні знаходять усередині вежі-тунелю, не такий жахливий, як відкриття біолога про те, що майже все, що їй розповідали про Нуль-зону, було принципово неправдою.

## Видання українською
- Вандермеєр Дж. Знищення; пер. з англ. О. Самари. К.: Вид. група КМ-Букс, 2017. 192 с.